# Clostera modesta
Clostera modesta är en fjärilsart som beskrevs av Otto Staudinger 1889. Clostera modesta ingår i släktet Clostera och familjen tandspinnare. Inga underarter finns listade i Catalogue of Life.